# Ninox sumbaensis
Coruja-gavião-pequena ou mocho-de-sumba (Ninox sumbaensis) é uma espécie de ave da família Strigidae.
É endémica da Indonésia (Sumba).
Os seus habitats naturais são: florestas subtropicais ou tropicais húmidas de baixa altitude.
Está ameaçada por perda de habitat.